# Grover’s Mill

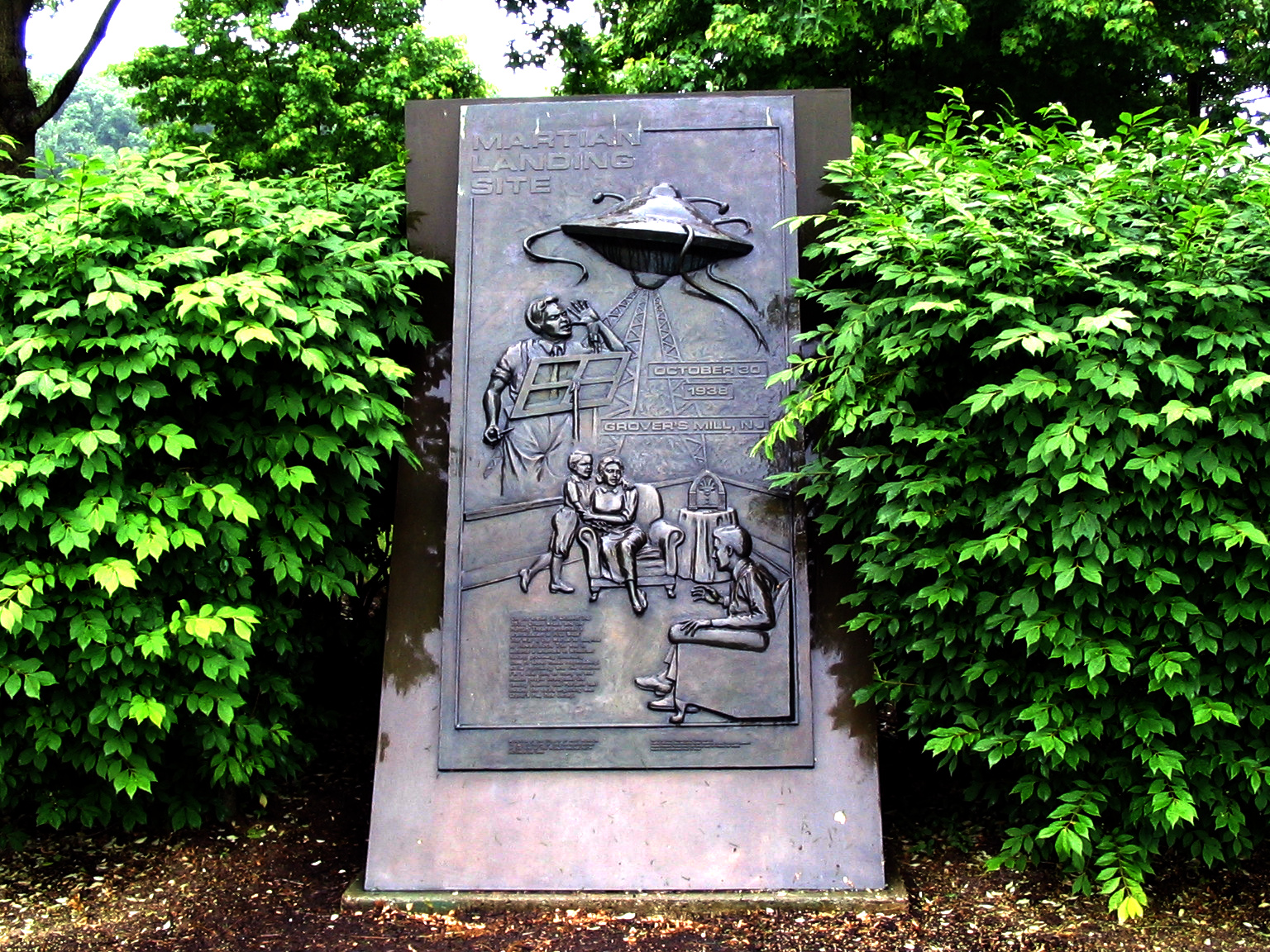
Stele am fiktiven Landeplatz der Marsianer in Grover’s Mill

Grover’s Mill ist ein Ort in den USA (West Windsor Township, New Jersey) und wurde bekannt als fiktiver Landeplatz der Marsianer im Hörspiel The War of the Worlds.
Im 1898 erschienenen Buch (dt. Titel Der Krieg der Welten) von H. G. Wells greifen Außerirdische mit dreibeinigen Kampfmaschinen das Vereinigte Königreich an, um von hier aus die rohstoffreiche Erde zu erobern. Das irdische Militär ist weltweit den außerirdischen Invasoren unterlegen und muss hilflos bei der Zerstörung vieler Städte zusehen.
Erst die Bakterien der Erde können die Angreifer durch deren nicht angepasstes Immunsystem besiegen.
Das Buch wurde später von Orson Welles (nicht zu verwechseln mit dem Autor H. G. Wells) als Radiohörspiel in Form einer fiktiven Reportage inszeniert. Der amerikanische Radiosender CBS strahlte dies am Abend vor Halloween am 30. Oktober 1938 aus. Dazu wurde der Handlungsort von England nach Grover’s Mill verlegt und die Geschichte entsprechend angepasst.
Angeblich gab es damals an vielen Orten der USA eine Massenpanik, was aber nicht ausreichend belegt ist.
Am „Landeplatz“ gibt es heute eine Stele mit Symbolen der Geschichte und der angeblichen Reaktionen der Radiohörer.
Koordinaten: 40° 19′ N, 74° 37′ W